# بیهاروو
بیهاروو (به چکی: Běhařov) یک منطقهٔ مسکونی در جمهوری چک است که در ناحیه کلاتووی واقع شده‌است. بیهاروو ۴٫۳۶ کیلومتر مربع مساحت و ۲۰۷ نفر جمعیت دارد و ۴۸۵ متر بالاتر از سطح دریا واقع شده‌است.